# 390-е годы до н. э.
390-е (три́ста девяно́стые) го́ды до на́шей э́ры по пролептическому юлианскому календарю — промежуток времени с 1 января 399 года до н. э. по 31 декабря 390 года до н. э., включающий с 399 по 391 годы 1-го десятилетия  и 390 год 2-го десятилетия IV века 1-го тысячелетия до н. э. Им предшествовали 400-е годы до н. э., за ними следовали 380-е годы до н. э. Они закончились 2415 лет назад.

## Важнейшие события

### 400 до н. э.
- 400[1] — Военные трибуны с консульской властью Публий Лициний Кальв Эсквилин, Публий Манлий Вольсон, Луций Тициний Панса Сакк, Публий Мелий Капитолин, Спурий Фурий Медуллин (по Т. Ливию: Луций Фурий Медуллин), Луций Публилий Филон Вольск. Первый — плебей, остальные — патриции.
- 400 — Плебей впервые избран в военные трибуны.
- 400/399 — Афинский архонт-эпоним Лахет.
- Ок.400 — Ном Тимофея «Персы».
- Ок.400 — Закон эфора Эпитадея в Спарте.
- 400 — Мир между Спартой и Элеей. Элейцы вынуждены признать автономию всех городов Элиды.
- Ок.400 — Оформление жрецом Эзрой догматов иудаизма.

### 399 до н. э.
- 399[2] — Военные трибуны с консульской властью Гней Генуций Авгурин, Луций Атилий Приск (по Т. Ливию: Ацилий), Марк Помпоний Руф, Гай Дуиллий Лонг (по Т. Ливию: Гней Дуиллий), Марк Ветурий Красс Цицурин, Волерон Публилий Филон. М. Ветурий — патриций, остальные — плебеи.
- 399/8 — Афинский архонт-эпоним Аристократ.
- 399 — Агис, умирая, провозглашает своим наследником сына Леонтихида. Но Агесилай обвинил Леонтихида в том, что он не сын Агиса. Лисандр поддержал его, и Агесилай стал царём.
- 399 — Суд над Сократом (469—399). Смерть Сократа. Платон с некоторыми учениками Сократа переселяется в Мегару. Оттуда он предпринимает путешествия в Кирену и Египет.
- 399—360 — царь Спарты из рода Эврипонтидов Агесилай II (ок. 444—360), сын Архидама II. Сводный брат Агиса II.
- 399 — Заговор Кинадона в Спарте против олигархов. Казнь Кинадона. Борьба в Спарте между группировками царя Агесилая и Лисандра.
- 399 — Волнения в Гераклее (Фтиотида). Спартанец Гериппид силой подавляет мятеж.
- 399 — Сатрап Тиссаферн требует от малоазийских греков уплаты дани.
- 399—394 — Война Спарты против Персии.
- 399 — Убийство Архелая заговорщиками. Ослабление Македонии.
- 399—396 — Царь Македонии Орест. Опекун Аероп.
- 399—379 (399—380) — 29-я династия в Египте.
- 399—393 — Фараон Нефааруд I.

### 398 до н. э.
- 398[3] — Военные трибуны с консульской властью Луций Валерий Потит (5-й раз), Марк Валерий Лактуцин Максим, Марк Фурий Камилл (2-й раз), Луций Фурий Медуллин (3-й раз), Квинт Сервилий Фиденат (2-й раз), Квинт Сульпиций Камерин Корнут (2-й раз). Все — патриции.
- 398 — Из Рима отправлены послы в Дельфы.
- 398 — Сиракузы объявляют войну Карфагену. *398/7 — Афинский архонт-эпоним Эвтикл.
- 398 — Речь Лисия «Против Агоракрита».
- 390—380-е годы — Война Сиракуз с Карфагеном. Освобождение большей части Сицилии. Успехи Дионисия Сиракузского. Он захватывает и разрушает карфагенскую крепость Мотию, захватывает Эрикс и ряд других городов. (Западная Сицилия).

Расцвет Сиракуз. Дионисий опустошил берега Этрурии и отнял у этрусков всю торговлю на Адриатическом море, где основал несколько колоний.

### 397 до н. э.
- 397[4] — Военные трибуны с консульской властью Луций Юлий Юл, Луций Фурий Медуллин (4-й раз), Луций Сергий Фиденат, Авл Постумий Альбин Регилленсис, Публий Корнелий Малугинский, Авл Манлий Вольсон Капитолин. В конце года интеррексы Луций Валерий, Квинт Сервилий и Марк Фурий Камилл.
- 397 В Спарте раскрыт и подавлен заговор Кинадона.
- 397 — Афинский полководец Конон по рекомендации тирана Саламина Кипрского Эвагора поступает на персидскую службу.
- 397 — Карфагенская армия во главе с Гимильконом высаживается в Панорме и вынуждает Дионисия Сиракузского снять осаду Сегесты и отступить к Сиракузам. Взяв Мессану, карфагеняне разбивают греческий флот в сражении у Катаны и начинают осаду Сиракуз. К Дионисию на помощь прибывает спартанец Фаракид. После долгой осады в армии карфагенян вспыхивает эпидемия.
- 397/6 — Афинский архонт-эпоним Суниад.

### 396 до н. э.
- 396[5] — Военные трибуны с консульской властью Луций Тициний Панса Сакк, Публий Лициний Кальв Эсквилин (младший), Публий Мелий Капитолин (по Т. Ливию: — П. Мений), Квинт Манлий Вольсон Капитолин, Гней Генуций Авгурин, Луций Атилий Приск (по Т. Ливию: — Ацилий). Диктатор (№ 13) Марк Фурий Камилл, начальник конницы Публий Корнелий Сципион. Диктатор (№ 14) М. Фурий Камилл.
- 396 — Взятие римской армией Марка Фурия Камилла Вейев. Разграбление города. Четырёхдневные молебствия в Риме. Триумф Камилла.
- 396/5 — Афинский архонт-эпоним Формион.
- 396 — Сражение при Галиарте.
- 396—386 — Греко-персидская война.
- 396—394 — Военная кампания Агесилая в Малой Азии.
- 396 — В Финикии Артаксеркс II и Тиссаферн снаряжают флот. Агесилай отправляется в Авлиду, чтобы совершить жертвоприношение перед походом, но беотийцы мешают ему. Флот Агесилая идёт на Эфес. Тиссаферн соглашается предоставить городам Ионии свободу, но затем начинает войну. Персы обращаются к греческим городам с предложением о начале военных действий против Спарты, обещая им материальную поддержку. Агесилай вторгается во Фригию и занимает множество городов.
- 396 — Конон во главе многочисленного, сооружённого на персидские деньги финикийского и кипрского флота, является к берегам Карии.
- 396 — Малолетний Орест убит опекуном Аеропом, который захватил власть в Македонии.
- 396—393 — Царь Македонии Аероп II, сын Арравея, князь Линкистиды.
- 396 — Дионисий Сиракузский берёт штурмом лагерь кафагенян под Сиракузами и уничтожает большую часть карфагенского флота. Гимилькон капитулирует. Дионисий занимает финикийские города на северо-западном побережье Сицилии — Гимеру и Солунт и заселяет их наёмниками.

### 395 до н. э.
- 395[6] — Военные трибуны с консульской властью Публий Корнелий Косс, Публий Корнелий Сципион, Цезон Фабий Амбуст (2-й раз), Луций Фурий Медуллин (5-й раз), Квинт Сервилий Фиденат (3-й раз), Марк Валерий Лактуцин Максим (2-й раз). Плебейский трибун Тит Сициний.
- 395 — Выведение колонии в землю вольсков (3000 граждан). Взятие римской армией Камилла Капены (Этрурия).
- 395/4 — Афинский архонт-эпоним Диофант.
- 395—394 — Речь Лисия «Против Алкивиада».
- 395 — Агесилай вторгся в Лидию. Разгром армии Тиссаферна греками в битве у Сард. Артаксеркс II приказал казнить Тиссаферна и предложил Агесилаю мир, но тот отказался и повёл войска во Фригию. Посол Артаксеркса Тиффраст направил в Грецию родосцев Дориея и Тимократа с персидскими деньгами. Спартанцам удалось схватить и казнить Дориея, но Тимократ успел распространить персидские деньги в Афинах, Фивах, Аргосе и Коринфе и подкупил виднейших политиков.
- 395 — Афины заключают бессрочный союз с Беотией, а также с Коринфом и Аргосом для совместных антиспартанских действий.
- 395 — Фессалийский тиран Медий Алевад разрушает спартанскую колонию Гераклею.
- 395 — Война между опунтскими локрами и фокейцами. Победа фокейцев. Вторжение фиванцев в Фокиду. Фокейцы просят помощи у Спарты. Лисандр уговорил эфоров объявить поход против Фив и отправился в поход. Павсаний направился в Беотию через Киферон. Афиняне решают помочь Фивам. Лисандр взял Орхомен и Лебидию. Лисандр напал на Гелиарт, но фиванцы сделали вылазку. Лисандр был разбит и убит. Павсаний поспешил к Гелиарту, но был вынужден заключить перемирие. Спартанцы предали Павсания суду, но он бежал в Тегею.
- 395 — Конону удаётся склонить к отпадению от Спарты остров Родос. На острове при содействии Конона происходит демократический переворот.
- 395—387 — Коринфская война.
- 395 — В состав антиспартанской коалиции входят Коринф, Аргос, Афины, Беотийский союз и другие города. На общегреческом конгрессе антиспартанской коалиции коринфский демократ Тимолай предлагает начать наступление на Спарту.
- 395—380 — Царь Спарты из рода Агидов Агесиполид I.
- 395—361 — Царь Эпира Таррип, сын (?) Адмета. Просветил государство эллинскими обычаями и учёностью, дал ему человеколюбивые законы.

### 394 до н. э.
- 394[7] — Военные трибуны с консульской властью Марк Фурий Камилл (3-й раз), Луций Фурий Медуллин (6-й раз), Гай Эмилий Мамерцин (по Т. Ливию: Цезон Эмилий), Луций Валерий Публикола, Спурий Постумий Альбин Р., Публий Корнелий (2-й раз). Переизбраны большинство плебейских трибунов (Авл Вергиний, Квинт Помпоний и др.).
- 394 — Взятие римской армией Камилла Фалерий (Этрурия). В земле вольсков основана колония Цирцея.
- 394 — Послы в Дельфы Луций Валерий, Луций Сергий и Авл Манлий. Корабль перехвачен липарскими пиратами, но глава пиратов Тимасифей освобождает его.
- 394/3 — Афинский архонт-эпоним Эвбудид.
- 394 — Битвы близ Немеи и при Коронее. Битва при Книде.
- 394 — Агесилай дошёл до Пафлагонии, в земли сатрапа Фарнабаза, и привлёк на свою сторону царя Пафлагонии Котиса, опустошил Фригию и навёл порядок в городах Ионии, но вынужден был вернуться на помощь Спарте. Агесилай прошёл через Фермопилы, Фокиду и Беотию и встал лагерем у Херонеи.
- 394 — В битве при Книде спартанский флот разбит греко-персидским флотом под командованием афинянина Конона и Фарнабаза. На субсидии от персов афиняне восстанавливают стены и начинают возрождать флот.
- 394 — Битва при Коронее между спартанцами и орхоменцами Агесилая против фиванцев, афинян, аргосцев, коринфян, локров и эвбейцев. В битве на стороне Спарты принимает участие Ксенофонт. Кровопролитная битва закончилась победой Агесилая.
- 394 — Попытка спартанского полемарха Гилида совершить вторжение в Локриду закончилась его гибелью и отступлением отряда.
- 394 — Аэроп II, царь Македонии, умирает. Начинается ожесточённая борьба за македонский престол.
- 394 — Возвращение Платона в Афины.
- 394—386 — Путешествия Платона в Южную Италию и Сицилию.

### 393 до н. э.
- 393[8] — Консулы Луций Валерий Потит и Публий Корнелий Малугинский. Консулы-суффекты Луций Лукреций Триципитин Флав и Сервий Сульпиций Камерин (по Т. Ливию: консулы). Переизбраны трибуны.
- 393 — Суд над трибунами А. Вергинием и Кв. Помпонием. Приговорены к штрафу.
- 393/2 — Афинский архонт-эпоним Демострат I.
- 393 — Конон, пополнив свой флот греческими кораблями с Геллеспонта, Эолии и Ионии, совместно с Фарнабазом двигается к берегам Пелопоннеса.
- 393 — Конон и Фарнабаз прибывают в Афины и привозят с собой 50 талантов на восстановление афинских и пирейских стен. В Афинах на персидские деньги восстанавливаются Длинные стены и укрепления Пирея.
- 393 — Афины возвращают клерухии на Имбросе, Скиросе и Лемносе и устанавливают союзные отношения с Хиосом, Лесбосом и Родосом.
- 393—392 — Царь Македонии Аминта II, внук Александра I.
- 393 — Иллирия наносит поражение Аминте III и его союзнику царю тавлантиев Галавру.
- 393 — В Сицилии высаживается новая карфагенская армия. В битве при Алакене Дионисий Сиракузский наносит ей поражение.
- 393 — Фараон Псаммутес.

### 392 до н. э.
- 392[9] — Консулы Луций Валерий Потит и Марк Манлий Капитолин. Цензоры Луций Папирий Курсор и Гай Юлий. Смерть Гая Юлия, на его место назначен цензором Марк Корнелий Малугинский. Интеррекс Марк Фурий Камилл, затем Публий Корнелий Сципион, затем Луций Валерий Потит.
- 392 — Устроены Великие игры. Триумф Л. Валерия и овация М. Манлия за победу над эквами.
- 392/1 — Афинский архонт-эпоним Филокл.
- 392 — Гражданская война в Коринфе. Резня олигархов. Демократы Коринфа заключают союз с Аргосом, противником Спарты.
- 392 — Агесилай при поддержке коринфских эмигрантов прорывает линию союзных укреплений на перешейке и овладевает коринфской гаванью Лехей со стоявшим там флотом.
- 392 — Спартанский посол Анталкид прибывает к сатрапу Тирибазу, обеспокоенному ростом могущества Афин, и предлагает ему содействовать в заключении мира между Персией и Спартой. Союзники в противовес Анталкиду снаряжают своё посольство с Кононом во главе. Тирибаз не стал их слушать, Конона же, как не оправдавшего доверие царя, приказал бросить в темницу.
- 392 — В Сардах под председательством Тирибаза проходит мирный конгресс. Предлагается роспуск всех союзов, кроме Пелопоннеского. Спартанцы получают деньги на восстановление флота.
- 392 — Дионисий Сиракузский заключает мирный договор с карфагенянами, которые признают его власть над завоёванными территориями. Окончание II Карфагенской войны.
- 392 — Аминта убит элимейским князем Дердой, который передал престол сыну Аеропа II Павсанию. Павсаний убит Аминтой, правнуком Александра I.
- 392—370 — Царь Македонии Аминта III, правнук Александра I.
- 392—379 — Фараон Ахорис. С помощью афинского полководца Хабрия осуществлены работы по укреплению северо-восточной границы. Союз с Киреной, Кипром, писидийцами в Малой Азии. Влияние в Финикии и Палестине.

### 391 до н. э.
- 391[10] — Военные трибуны с консульской властью Луций Лукреций Триципитин Флав, Сервий Сульпиций Камерин, Луций Эмилий Мамерцин (по Т. Ливию: Марк Эмилий), Луций Фурий Медуллин (7-й раз), Агриппа Фурий Фуз, Гай Эмилий Мамерцин (2-й раз). Вступили в должность 1.7. Плебейский трибун — Луций Апулей.
- 391 — Изгнание Камилла из Рима. Камилл заочно приговорён к штрафу.
- 391 — Посольство к галлам: 3 сына Марка Фабия Амбуста. Квинт Фабий убивает галльского вождя.
- Ок.391 — Этруски вели неудачную войну с галлами (кельтами). Этруски искали союза с Римом. Римляне отказались, но направили послов к галлам с предложением заключить мир с этрусками. Галлы отказались. Римские послы приняли участие в битве в рядах этрусков. Галльское посольство потребовало от римлян удовлетворения, но им отказали.
- 391/0 — Афинский архонт-эпоним Никотел.
- 391 — Мирный конгресс в Спарте, на котором она соглашается признать Беотийский союз и разрешает Афинам владеть островами Лемносом, Имбросом и Скиросом. Афинское народное собрание эти условия отвергло.
- 391 — Агесилай наносит поражение акарнянам в ответ на их враждебные действия против ахейцев и присоединяет Акарнанию к Пелопоннескому союзу.
- 391 — Союзный договор Афин с Одрисским царством.
- 391—390 — «О мире» Андокида.
- 391 — Царь Саламина (Кипр) Эвагорас I с помощью Афин и Египта поднял мятеж против Персии и вскоре стал правителем всего острова.